# 第1航母分艦隊
第一航母分艦隊（英語：1st Aircraft Carrier Squadron），是英國皇家海軍的航空母艦編隊之一，1943年11月撥交於英國太平洋艦隊。主要由可畏號、不屈號、勝利號、光輝號、不倦號五艘航空母艦為核心所組成的航空母艦戰鬥群，是英國太平洋艦隊的主力部隊。

## 歷史
第一航母分艦隊成立於1943年11月，以克萊門特·穆迪海軍少將為指揮官，是為英國太平洋艦隊航空母艦編隊的將官，1944年底，第一航母分艦隊奉盟軍太平洋戰區司令尼米茲之命策畫襲擊位於蘇門答臘巨港之兩座日本煉油廠。
1945年1月24日，第一航母分艦隊攻擊位於蘇門答臘南端的普拉約煉油廠，1月29日再次空襲蘇門答臘的Soengi Gerong煉油廠。空襲使兩座煉油廠失去生產能力。
1945年3月，英國太平洋艦隊被編入美國海軍第五艦隊 ，第一航母分艦隊並被指定為“57.2 特遣艦隊”。
在以沖繩島戰役為作戰目標的冰山行動期間，第一航母分艦隊之任務是阻止日軍戰機從台灣至先島群島的機場向沖繩出擊，該分艦隊先後攻擊先島群島及台灣北部，在此期間，該分艦隊受到神風特攻隊的攻擊，所幸這些航母的裝甲飛行甲板足以保護機庫甲板，因而沒有造成太嚴重的破壞。戰鬥持續了數日。
1947年，忒修斯號輕型艦隊航空母艦成為第一航母分艦隊的旗艦。
同年，第一航母分艦隊宣告解散。